# Hirschberg (Beilngries)
Hirschberg ist ein Ortsteil der Stadt Beilngries im oberbayerischen Landkreis Eichstätt.

## Geografische Lage
Das Kirchdorf Hirschberg liegt nordwestlich von Beilngries oberhalb des Altmühltals auf circa 490 m Meereshöhe. Das Dorf breitet sich westlich einer von Schloss Hirschberg beherrschten Bergzunge, dem Hirschberg, auf dem Hochplateau der Fränkischen Alb aus. Durch den Ort führt in gerader Linie die sogenannte Fürstenstraße, die von Fürstbischof Raymund Anton Graf von Strasoldo von Kinding aus durch den Haunstetter Forst zum Schloss hin angelegt wurde.

## Geschichte
Die Entwicklung des Ortes ist untrennbar mit der Geschichte des Schlosses Hirschberg verbunden. 1180 taucht die Bezeichnung Hirschberg erstmals urkundlich auf, indem ein Chounradus camerarius (Kämmerer) de Hirzperch als Zeuge fungiert. Ob zu dieser Zeit bereits das Dorf oder nur die Burg bestand, ist nicht zu klären. Die in der Burg wohnenden Grafen bezeichneten sich erst ab 1205 als Hirschberger. Im Laufe der Jahrhunderte wechselte die Schreibweise des Ortsnamens: Hyrzberg (1304), Hyrzperch (1306), Hirsperg (1414) oder Hirzperkh (15. Jahrhundert). 1305 erbte der Eichstätter Bischof vom letzten Grafen, Gebhard VII. von Hirschberg, die Grafschaft, das Schloss und das Dorf. Das Schloss wurde Verwaltungssitz des fürstbischöflichen Pflegeamtes (später Oberamt) Hirschberg (1740 nach Beilngries verlegt) und im 18. Jahrhundert fürstbischöfliches Jagdschloss. Im ersten Salbuch des Pflegeamtes von 1407 ist Hirschberg genannt.
Hirschberg hatte im Mittelalter eine eigene Kirche, die dem heiligen Johannes dem Täufer geweiht war; sie brannte vor 1602 ab und wurde nicht wieder aufgebaut, da das Schloss über einen von den Dorfbewohnern als Filialkirche von Beilngries nutzbaren Sakralraum mit drei Altären verfügte (1619 Hochaltar-Konsekration). 1688 standen noch Mauern der abgebrannten Dorfkirche. 1713 entstand als größere Wegkapelle eine heutige Dorfkapelle; 1823 und noch einmal 1846 dachte man daran, diese zu vergrößern und mit Turm und Geläute zu versehen. Dies unterblieb jedoch.
Am Hirschberg gab es von alters her ertragreiche Weingärten, die zum Teil zum Schloss gehörten, zum Teil verlehnt waren oder Privatleuten gehörten. Sie wurden zumeist im 17. Jahrhundert aufgelassen. Im 15. Jahrhundert wurde am Hirschberg auch Hopfenbau betrieben.
Eine Güterbeschreibung von 1741 zeigt die wirtschaftliche Verflechtung von Schloss und Dorf: Neben mehreren Bauern gab es als Dorfbewohner fünf Maurer, einen Schmied, Schreiner, Weber und Zimmermann, sechs Tagelöhner, einen Kastenknecht, der auch Turmwächter war, zwei Ochsenknechte im ca. 1450 gegründeten, am Fuße des Hirschberges gelegenen Fürstbischöflichen Bräuhaus, den Schlosstorwart und den Amtsknecht.
Mit der Säkularisation 1803 kam Hirschberg an den Großherzog der Toskana, 1806 an das Königreich Bayern, 1817 an den Herzog von Leuchtenberg und 1833 wieder an Bayern. 1967 erfolgte eine Flurbereinigung; 1983 gab es im Dorf bei 289 Einwohnern zwei landwirtschaftliche Vollerwerbs- und 13 Nebenerwerbsbetriebe. Die selbständige Gemeinde Hirschberg ging erst durch die Gebietsreform am 1. Januar 1972 in der Stadt Beilngries auf.

## Kultur und Sehenswürdigkeiten
- Schloss Hirschberg, ehemaliges fürstbischöfliches Jagdschloss im Rokoko-Stil, dreiflügelige Anlage mit mittelalterlicher Vorburg, seit 1860 wieder kirchliches Eigentum, heute in der Funktion als „Bistumshaus Schloss Hirschberg“.
- Dorfkapelle von 1713, Barock, von Jacob Kuehner und seiner Ehefrau Katharina errichtet, mit zweisäuligem barocken Altar.
- Felsenkeller des ehemaligen Fürstbischöflichen Brauhauses Hirschberg.
- Landschaftlich gestalteter Aussichtspunkt auf Beilngries und das Altmühltal.

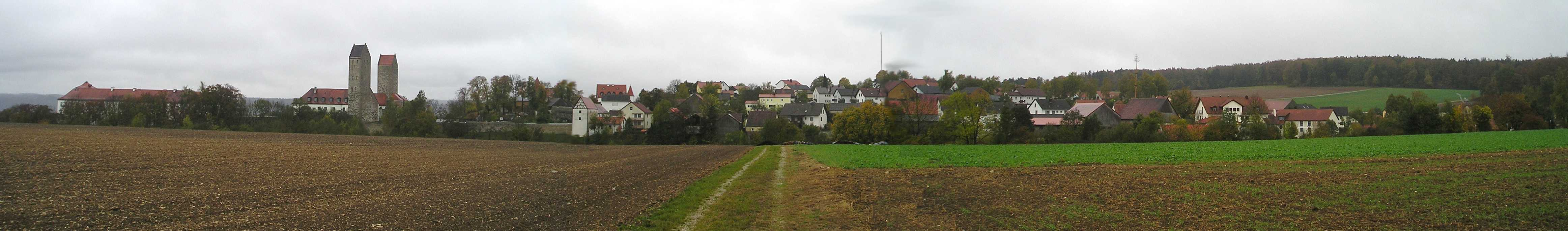
Hirschberg-Panorama, von Norden her gesehen

## Vereine
Die Dorfbewohner können sich in zwei Vereinen engagieren, in der 1884 gegründeten Freiwilligen Feuerwehr und in dem 1950 gegründeten Schützenverein Eichenlaub.